# Alina Brodzka-Wald
Alina Brodzka-Wald (* 11. November 1929 in Warschau; † 19. März 2011 ebenda) war eine polnische Literaturhistorikerin und Professorin am Instytut Badań Literackich PAN.

## Leben

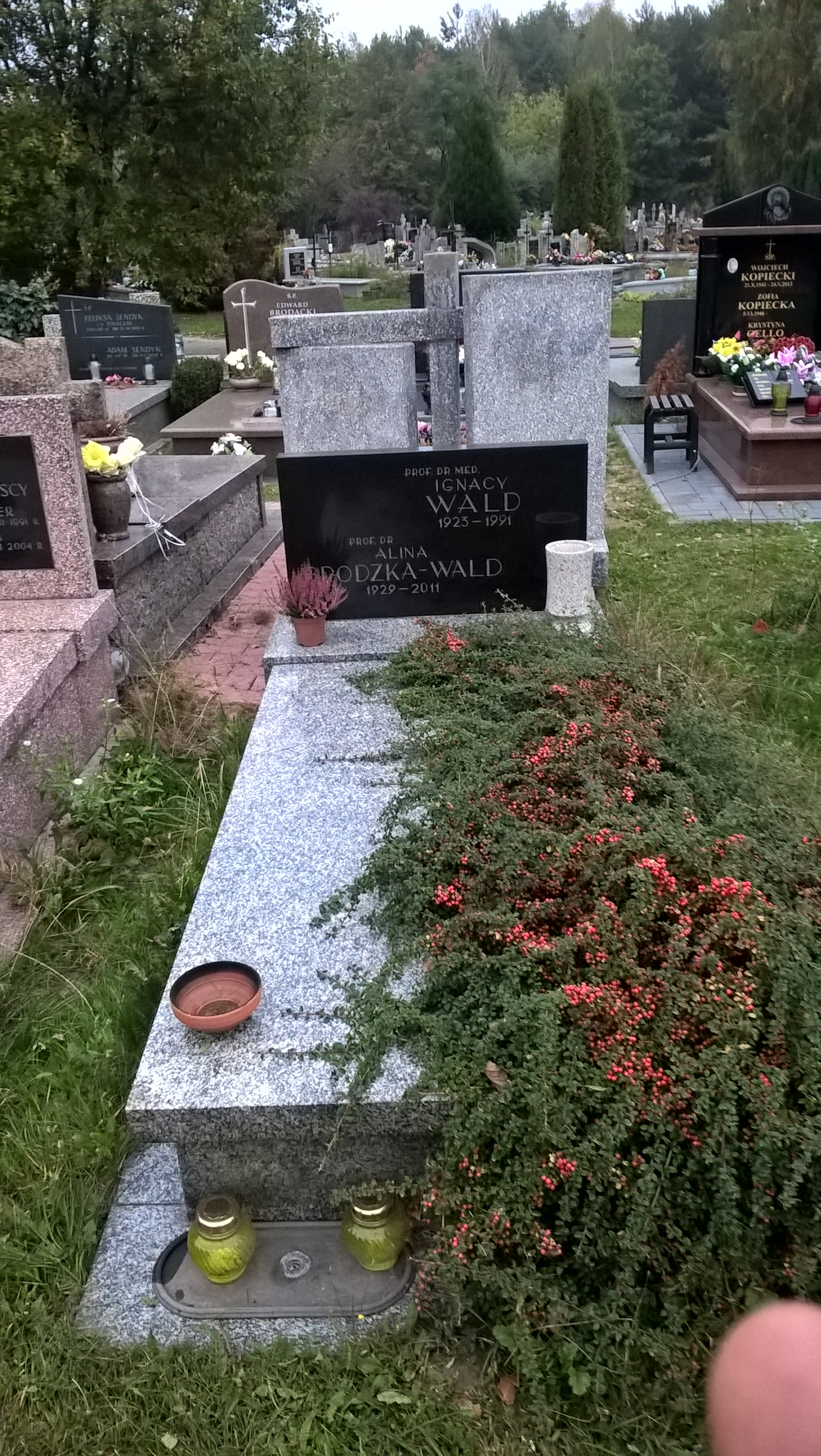
Grab von Alina Brodzka-Wald

Brodzka-Wald wurde am 11. November 1929 in einer Familie jüdischer Herkunft geboren. Ihrer Familie gelang es die deutsche Besetzung Polens zu überleben. Nach dem Zweiten Weltkrieg besuchte sie das Gymnasium in Łódź und anschließend die Universität Łódź. 1949 publizierte sie ihren ersten wissenschaftlichen Artikel in der Zeitschrift Polonistyka (Polonistik).
1950 kehrte sie in ihre Heimatstadt zurück und begann ihre Arbeit am Instytut Badań Literackich PAN, wo sie bis zu ihrem Tod tätig war. 1952 erhielt sie den Magister und promovierte 1960 mit einer Arbeit zu den Novellen von Maria Konopnicka. 1966 habilitierte sie mit der Schrift O kryteriach realizmu w badaniach literackich (Über die Kriterien des Realismus in literarischen Untersuchungen). 1989 wurde sie Professorin.
Von 1979 bis 1992 leitete sie die Redaktion des Słownika literatury polskiej XX wieku (Wörterbuch der polnischen Literatur des 20. Jahrhunderts).
Von 2006 bis 2008 war sie Jurymitglied des Literaturpreises Gdynia.
2011 starb sie nach einer langen Erkrankung.

## Publikationen (Auswahl)
- Maria Konopnicka, 1951
- Pojęcie realizmu w powieści XIX i XX wieku, 1964
- O kryteriach realizmu w badaniach literackich, 1967
- Literatura polska 1918, 1991